# 大柳町 (岡崎市)
大柳町（おおやなぎちょう）は、愛知県岡崎市の町名である。小字が設置されているが、丁目は設定されていない。

## 地理
岡崎市の北部に位置し、豊田市との市境を持つ。

### 小字
| - 字赤井坂（あかいざか） - 字油戸（あぶらど） - 字今井山（いまいやま） - 字馬掛（うまかけ） - 字大岩（おおいわ） - 字大貝度（おおかいど） - 字大榊（おおさかき） - 字大沼田（おおぬまだ） - 字大ノクゴ（おおのくご） - 字貝ノ沢（かいのさわ） - 字上前田（かみまえだ） - 字上吉田（かみよしだ） - 字川端（かわばた） - 字北貝度（きたかいど） - 字楠ノ北（くすのきた） - 字楠（くすのき） - 字倉骨（くらぼね） - 字栗沢（くりざわ） - 字カウノス（こうのす） - 字紺屋貝度（こうやかいど） | - 字桜田（さくらだ） - 字笹貝戸（ささかいど） - 字島田（しまだ） - 字下売山（しもうりやま） - 字下吉田（しもよしだ） - 字砂洞（すなぼら） - 字ソブ田（そぶた） - 字棚田（たなだ） - 字丹ケ平（たんがひら） - 字辻田（つじた） - 字出口（でぐち） - 字天白（てんぱく） - 字トトラクゴ（ととらくご） - 字殿石（とのいし） - 字中通り（なかどおり） - 字夏兼（なつがね） - 字西貝度（にしかいど） - 字根畑（ねばた） - 字畑田（はただ） | - 字冷畑（ひえばた） - 字東（ひがし） - 字彦立（ひこだて） - 字平岩（ひらいわ） - 字広久手（ひろくて） - 字古川（ふるかわ） - 字細クゴ（ほそくご） - 字前田（まえだ） - 字前山（まえやま） - 字南洞（みなみぼら） - 字南（みなみ） - 字宮ノ畔（みやのぐろ） - 字宮ノ前（みやのまえ） - 字宮ノ脇（みやのわき） - 字村山（むらやま） - 字門地（もんち） - 字山ノ糀（やまのこうじ） - 字早田（わせだ） - 字和田ノ口（わだのくち） |

## 世帯数と人口
2019年（令和元年）5月1日現在の世帯数と人口は以下の通りである。
| 町丁   | 世帯数 | 人口  |
| ------ | ------ | ----- |
| 大柳町 | 83世帯 | 196人 |

### 人口の変遷
国勢調査による人口の推移
| 1995年（平成7年）  | 307人 | [ 5 ] |  |
| 2000年（平成12年） | 299人 | [ 6 ] |  |
| 2005年（平成17年） | 264人 | [ 7 ] |  |
| 2010年（平成22年） | 250人 | [ 8 ] |  |
| 2015年（平成27年） | 207人 | [ 9 ] |  |

## 小・中学校の学区
市立小・中学校に通う場合、学区は以下の通りとなる。
| 番・番地等 | 小学校               | 中学校             |
| ---------- | -------------------- | ------------------ |
| 全域       | 岡崎市立常磐東小学校 | 岡崎市立常磐中学校 |

## 歴史
額田郡大柳村の一部を前身とする。
1889年10月1日に滝村、米河内村、安戸村、小丸村、新居村、蔵次村、大柳村が合併し、常磐村となった。同日、大柳村消滅。

## 施設
- 独立行政法人家畜改良センター岡崎牧場
- 大柳町公民館
- 大柳簡易郵便局
- 岡崎高原カントリークラブ
- 八幡宮

## 交通
- 愛知県道339号長沢東蔵前線（大沼街道）
- 愛知県道477号東大見岡崎線（大沼街道）

## その他

### 日本郵便
- 郵便番号 : 444-3161[3]（集配局：岩津郵便局[11]）。

## 参考資料
- 「角川日本地名大辞典」編纂委員会 編『角川日本地名大辞典 23 愛知県』角川書店、1989年3月8日。ISBN 4-04-001230-5。
- 有限会社平凡社地方資料センター 編『日本歴史地名体系第23巻 愛知県の地名』平凡社、1981年。ISBN 4-582-49023-9。